# Euproctis mahafalensis
Euproctis mahafalensis är en fjärilsart som beskrevs av Griveaud 1973. Euproctis mahafalensis ingår i släktet Euproctis och familjen tofsspinnare. Inga underarter finns listade i Catalogue of Life.